# Mandelaeffekten

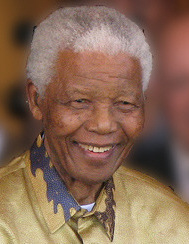
Nelson Mandela var en sydafrikansk advokat, politiker och statsman. Han var president i Sydafrika mellan 1994 och 1999.

Mandelaeffekten är en hypotes/teori kring fenomenet när fler än en person minns en händelse som aldrig har skett. Men kan även gälla gemensamma men dock felaktiga föreställningar över hur t.ex. logotyper är utformade, hur TV-serier och företag stavas m.m.
Psykologin förklarar fenomenet som en form av kollektiv version av en minnesstörning som kallas konfabulation. Det betyder att en person medvetet eller omedvetet skapar en falsk bild av verkligheten då man inte kommer ihåg exakt vad som hände.

## Historik
Uttrycket lanserades av Fiona Broome, som kallade sig "paranormal konsult". Efter att hon år 2009 sett på tv att Nelson Mandela fortfarande var vid liv trots att hon var säker på att Mandela var död och att han dog i ett fängelse i Sydafrika runt 1980-talet.
Hon fick via internet kontakt med andra som också var säkra på hans död och att de hade sett Mandelas begravning på tv. Broome skapade en webbplats, ”The Mandela Effect”, och lanserade en teori som kretsar kring parallella universum. Enligt Broome kommer hon ihåg att Mandela dog på 1980-talet, för att så skedde i en annan tidslinje.

## Svenska exempel
Bland svenska exempel på falska kollektiva minnen kan nämnas Arne Hegerfors kommentar "det ser mörkt ut på Kameruns avbytarbänk" samt uppfattningen om att Alliansens partiledare tog ett dopp i Maud Olofssons badtunna när Alliansen bildades 2004.